# آنتیگوریت
آنتیگوریت  (به انگلیسی: Antigorite) با فرمول شیمیایی Mg6[(OH)8 - Si4O10] از مجموعه کانی هاست و نام مکانی در ایتالیا (Antigorio) است. حل شونده در HCl , H2SO۴ برای اولین بار در بلغارستان کشف شد و از نظر شکل بلور: ورقه‌ای (پهن و کوتاه) - فلسی، رنگ: سبز - خاکستری - آبی - قهوه‌ای - سیاه، شفافیت: نیمه شفاف - کدر(اپاک)، جلا: شیشه‌ای - چرب، رخ: خیلی خوب، سیستم تبلور: مونوکلینیک و در رده‌بندی سیلیکات است  و منشأ تشکیل آن هیدروترمال- اولترابازیک است.
همایند کانی‌شناسی (پارانژ) آن تالک - کلریتها- کربناتها- کرومیت- تیتانیت- کوارتز است
، از نظر ژیزمان بلور- اگرگات توده‌ای - فلسی فراوان است و بیشتر در ایتالیا، اطریش، نروژ، آلمان غربی و شرقی یافت می‌شود.